# فرد س. كيلي
فرد س. كيلي (بالإنجليزية: Fred C. Kelly)‏ هو كاتب سير وصحفي أمريكي، ولد في 1882، وتوفي في 1959.